# Takht-e Safar
Takht-e Safar (تختٔ سفر, Tacht e Şafar) ist ein Park in Herat in Afghanistan.
Der Park ist ein beliebtes Naherholungsziel in Herat und bietet schöne Ausblicke über die Stadt und war oft Veranstaltungsort von Musikaufführungen. Das hügelige Gebiet erhebt sich im Park bis auf 984 m  über dem Meer. Die benachbarten Berge steigen in einer Entfernung von etwa 1 km noch bis auf 1161 m an. Der Park liegt in der Nähe der Pilgerstätte Gazer Gah Sharif (Khaja Abdulah Ansari Pilgrimages) und ein Teil des Gebiets wurde für das indische Konsulat abgetrennt.

## Rezeption
In Khaled Hosseinis Romanen kommt der Park vor.